# Сурмачевка
Сурмачевка (укр. Сурмачівка) — село, Андрияшевская сельская община, Роменский район, Сумская область, Украина.
Население по переписи 2001 года составляло 53 человека.

## Географическое положение
Село Сурмачевка находится на правом берегу реки Сула, выше по течению на расстоянии в 2 км расположено село Шумское, ниже по течению на расстоянии в 1,5 км расположено село Глинск, на противоположном берегу — село Перекоповка. Река в этом месте извилистая, образует лиманы, старицы и заболоченные озёра.

## Экономика
- Птице-товарная ферма.